# Tongkat ali
Eurycoma longifolia (ook wel Tongkat ali, Maleisische ginseng)is een bloeiende plant in de familie Simaroubaceae. De plant komt oorspronkelijk uit Indochina (Cambodja, Laos, Maleisië, Myanmar, Thailand en Vietnam) en Indonesië (de eilanden Borneo en Sumatra), maar wordt ondertussen ook gevonden op de Filipijnen. De plant is een middelgrote slanke struik die 10 m hoog kan worden en vaak onvertakt is.
De wortel wordt al eeuwenlang gebruikt in de traditionele geneeskunde in Zuidoost-Azië. Het wordt ook gebruikt voedingssupplement door bodybuilders, die geloven dat het testosteronniveau en atletische prestaties verhoogt, hoewel er geen klinisch bewijs is voor de effectiviteit op de gezondheid of een ziekte. Bij die groep treden in zeldzame gevallen ook leverletsels op door het gebruik ervan.